# Долистово
До́листово (болг. Долистово) — село в Кюстендильській області Болгарії. Входить до складу общини Бобов-Дол.

## Населення
За даними перепису населення 2011 року у селі проживали 280 осіб, з них 272 особи (98,2%) — болгари.
Розподіл населення за віком у 2011 році:
Динаміка населення: